# Daka (Fluss)
Der Daka ist ein Fluss in Ghana und ein Nebenfluss des Volta.

## Verlauf
Der Fluss durchfließt die Regionen Northern Region, Savannah und Oti. Er entspringt in der Nähe des Ortes Gushiago etwa 60 km nordöstlich von Tamale und fließt fast vollständig in südlicher Richtung in den Volta-See.
Der Daka fließt durch Yendi und mündet nach rund 160 km in der Nähe von Grube und Golubi als Grenzfluss zwischen den Regionen Savannah und Oti in den nordwestlichen Arm des Volta-Sees.

## Hydrometrie
Durchschnittliche monatliche Durchströmung des Daka gemessen an der hydrologischen Station bei Ekumdipe, beim Großteil des Einzugsgebietes, in m³/s.